# Filip Panák
Filip Panák (Karviná, 2 novembre 1995) è un calciatore ceco, centrocampista dello Sparta Praga.

## Caratteristiche tecniche
È un mediano che può essere impiegato anche al centro della difesa.

## Carriera
Cresciuto nel settore del Karviná, ha esordito in prima squadra il 2 agosto 2014 disputando l'incontro di Fotbalová národní liga pareggiato 1-1 contro il Baník Most.
Il 22 febbraio 2019 è stato acquistato a titolo definitivo dallo Sparta Praga, con cui ha firmato un contratto fino al 2022.

## Palmarès

### Club

#### Competizioni nazionali
- Campionato ceco: 2

Sparta Praga: 2022-2023, 2023-2024
- Coppa della Repubblica Ceca: 2

Sparta Praga: 2019-2020, 2023-2024